# Apogonia laevicollis
Apogonia laevicollis är en skalbaggsart som beskrevs av Lansberge 1879. Apogonia laevicollis ingår i släktet Apogonia och familjen Melolonthidae. Inga underarter finns listade i Catalogue of Life.